# Janine Bubner
Janine Bubner (* 26. November 1991 in Cottbus) ist eine deutsche Radsportlerin, die auf Bahn und Straße aktiv ist.

## Werdegang
2007 konnte Bubner ihre ersten deutschen Jugendmeistertitel im Einzelzeitfahren auf der Straße und im Punktefahren auf der Bahn erringen. Im selben Jahr gewann sie Silber in der Einerverfolgung.
Im Jahr 2008 gewann Bubner bei den Juniorinnen den deutschen Meistertitel im Einzelzeitfahren und Silber im Straßenrennen. 2009 errang sie den deutschen Meistertitel der Juniorinnen im Punktefahren, Silber im Einzelzeitfahren und Bronze in der Einerverfolgung. Im selben Jahr startete sie bei den Juniorenweltmeisterschaften in Moskau und wurde 24. im Einzelzeitfahren auf der Straße sowie Siebte in der Mannschaftsverfolgung.
Bei den U23-Bahn-Europameisterschaften 2011 in Anadia 2011 wurde sie Siebte im Punktefahren, Achte in der Einerverfolgung und Vierte im Omnium. Sie gewann Bronze im Punktefahren bei den deutschen Bahn-Meisterschaften in Berlin und gewann das Dernychampionat in Heidenau vor Hanka Kupfernagel. Im Januar 2012 startete Bubner mit Judith Arndt und Lisa Brennauer beim Lauf des Bahnrad-Weltcups in Peking in der Mannschaftsverfolgung; das Trio belegte Platz zehn. Im selben Jahre gewann sie mit Charlene Delev und Lina-Kristin Schink den deutschen Meistertitel in der Mannschaftsverfolgung, Silber im Punktefahren und Bronze im Sprint, hinter Miriam Welte und Charlott Arndt.

## Erfolge
2007 (Jugend)
- Deutsche Meisterschaft – Einzelzeitfahren
- Deutsche Meisterschaft – Punktefahren

2008 (Junioren)
- Deutsche Meisterschaft – Einzelzeitfahren
- Deutsche Meisterschaft – Straßenrennen
- Deutsche Meisterschaft – Einzelverfolgung

2009 (Junioren)
- Deutsche Meisterschaft – Einzelzeitfahren
- Deutsche Meisterschaft – Punktefahren

2011
- Deutsche Meisterschaft – Punktefahren
- Deutsche Meisterschaft – Mannschaftsverfolgung

2012
- Deutsche Meisterschaft – Mannschaftsverfolgung
- Deutsche Meisterschaft – Punktefahren
- Deutsche Meisterschaft – 500-m-Zeitfahren